# 鈴木英春
鈴木 英春（すずき えいしゅん、1950年4月11日 -）は、日本の将棋のアマチュア選手である。元奨励会員。1987年・88年にアマ王将を連覇、1989年にアマ名人を制覇した。神奈川県横浜市出身、石川県金沢市在住。

## 経歴
神奈川県横浜市出身。15歳で坂口允彦門下で奨励会に入会、19歳に三段となったが、1981年に31歳で年齢制限により退会した。棋士の田丸昇によれば、三段昇段後の鈴木は全国各地を放浪したり、禅の世界に魅せられて寺に住み込んだりと、将棋一筋ではなかった。奨励会時代は升田幸三の将棋に魅了され、同じく奨励会員だった真部一男とともに升田の棋譜の記録を競って取った。
その後、全国を放浪しながらアマチュア大会に参加。1987年・88年にアマ王将を連覇、1989年にアマ名人を制覇した。
1999年に石川県金沢市に移住し、自宅において道場「将棋晩成塾」を経営した（2020年3月に閉鎖）。女流棋士の井道千尋、野原未蘭、 田中沙紀らを育成した。
2020年7月に、金沢市金石味噌屋町の真宗大谷派正林寺において子ども将棋教室を開設した。

## 英春流
英春流は、対四間飛車に対し銀2枚を中央に布陣する中飛車戦法（かまいたち戦法）や、対三間飛車に対し序盤から一気に攻め潰す飛車先の歩を突かない右四間飛車戦法などが知られる。また、後手番で初手△6二銀と指す戦法を開発したのも鈴木であり、羽生善治も後手番の時採用したことがある。

## メディア出演
年齢制限により退会したことがNHKドキュメンタリー「勝負～名人への遠い道～」で取り上げられた。
ジェームス三木のドラマ「煙が目にしみる」は、鈴木がモデルの一人だとされる。漫画「月下の棋士」にも鈴木をモデルにした「鈴本永吉」が登場し、テレビドラマ版では高嶋政伸が演じた。

## 著書
- 将棋泣き笑い 鈴木英春 著 時の経済社 1984
- 必殺!かまいたち戦法 : 英春流のすべて 鈴木英春 著 三一書房 1988 (三一将棋シリーズ)
- 必殺!19手定跡 : 英春流<かまいたち>戦法居飛車編 鈴木英春 著 三一書房 1990 (三一将棋シリーズ)
- 必殺!右四間 : 英春流<かまいたち>戦法・完結編 鈴木英春 著 三一書房 1991 (三一将棋シリーズ)
- 必殺!陽動振飛車 : 英春流<かまいたち>戦法番外編 鈴木英春 著 三一書房 1993 (三一将棋シリーズ)
- 英春流将棋問答 : 必殺<かまいたち>戦法 虎の巻編 鈴木英春 著 三一書房 1995 (三一将棋シリーズ)
- 英春流将棋入門 : 必殺<かまいたち>戦法 : ダイジェスト編 鈴木英春 著 三一書房 1997 (三一将棋シリーズ)
- 英春流かまいたち&カメレオン戦法 鈴木英春 著 マイナビ出版 2019 (マイナビ将棋BOOKS)